# Aérodrome de Namur
Het Vliegveld Namen (Frans: Aérodrome de Namur) (ook wel  Aérodrome de Namur-Temploux genoemd) ligt bij Namen en is een vliegveld voor uitsluitend sportvliegtuigen en helikopters.
Het heeft alleen een grasbaan met een lengte van 700 meter. Er zijn hangars aanwezig voor 60 vliegtuigen en 7 helikopters. Het vliegveld heeft een oppervlakte van 27 hectare.
De ICAO-luchthavenidentificatiecode van Vliegveld Namen is EBNM.

## Geschiedenis
Het vliegveld werd geopend op 26 oktober 1944 door de Amerikaanse geallieerden met als doel de troepen te ondersteunen in en om Namen. De landingsbaan was sinds de oorsprong van gras, in de winter 1944-1945 werd er staal met gaten erin op de landingsbaan gelegd, zodat ook tijdens de winter doorgevlogen kon worden. De Amerikanen gebruikten de landingsbaan tot november 1945, en droegen deze toen over aan de Belgische autoriteiten.
In 2018 werd een van de twee baan geasfalteerd.
Op 20 september 2019 opent Sonaca Aircraft zijn Sonaca 200-assemblagelijn op het vliegveld van Namen.

## Ongeluk
Op 19 oktober 2013 stortte een vliegtuig met parachutisten, dat was opgestegen van het vliegveld, neer nabij Fernelmont. Het vliegtuig verloor een vleugel, stortte tollend neer en ontplofte nadat het gecrasht was. Elf mensen - tien parachutisten en de piloot - kwamen daarbij om.